# Stanislas Bober
Pour les articles homonymes, voir Bober.
Stanislas Bober, né le 12 mars 1930 à Nanterre et mort le 8 juillet 1975 dans le XIIIe arrondissement de Paris, est un coureur cycliste français. Professionnel de 1952 à 1961, il a notamment remporté une étape du Tour de France 1953.

## Palmarès

### Palmarès amateur
- 1950
  - 2e de Paris-Dieppe
- 1951
  - Paris-Évreux
  - 2e de Paris-Ézy

### Palmarès professionnel
- 1952
  - Paris-Bourges
- 1953
  - Circuit de l'Indre
  - 3e étape du Tour de France
  - 2e du Grand Prix de l'Écho d'Oran
  - 3e du Circuit du Morbihan
- 1955
  - 3e de la Flèche wallonne

## Résultats sur les grands tours

### Tour de France
6 participations
- 1953 : 25e, vainqueur de la 3e étape
- 1954 : 51e
- 1955 : abandon (6e étape)
- 1956 : abandon (14e étape)
- 1957 : abandon (16e étape)
- 1958 : 73e

### Tour d'Italie
2 participations 
- 1956 : abandon
- 1958 : abandon